# Les Parchemins égarés
Les Parchemins égarés (The Lost Barkscrolls) est un roman de fantasy jeunesse de Paul Stewart et Chris Riddell, publié en France en 2008. C'est le dixième volume des Chroniques du bout du monde. C'est un livre hors cycle.

## Résumés

### Le Loup des Nues
L'histoire se passe au temps de Quint. Après une bataille du ciel entre le Grand Cachalot du ciel, un énorme bateau remplit d'esclaves, le Chacal des Vents, son père, donne son nom de pirate à Quint, le Loup des Nues.

### Le Pilote de pierre
Une autobiographie de Mauguine, le pilote de pierre du Cavalier de la tourmente, et du Chasseur de tempête. Jeune Harpie-troglos dans sa caverne, sa mère lui offre un bébé rodailleur. Il devient de plus en plus fougueux. Le jour de sa Cérémonie du Sang, Mauguine va relâcher son rodailleur dans les Grands Bois mais est attrapée par des preneurs d'esclaves. Vendue à ligueur, elle est secourue par Quint et découvre sa passion pour les roches de vol peu de temps après. 76 ans plus tard, Maugine attend à la Fontaline le retour de Spic, seule et triste.

### La quête de l'égorgeuse
C'est l'histoire de Katia (la fille de Spic et la mère de Rémiz), qui voyage de son village d'égorgeurs jusqu'aux Grands Lacs des gobelins à crête pour savoir si son père est toujours vivant. Là, elle rencontre une énorme palourde qui lui dit de partir aux Clairières franches, où, dans un cocon d'oiseauveille, elle rencontre sa grand-mère, Maria (la femme de Quint). 

### Le baptême du feu de Rufus Filantin
C'est l'histoire de Rufus Filntain, fils de Xanth, il fait partie des Lanciers des Clairières franches. Rufus porte un col vert-clair (symbole qu'il appartient aux cadets) au lieu d'un à carreaux. Il veut devenir un vrai Lancier (en faisant son baptême du feu ce qui signifie avoir participé à son premier combat). Son bataillon est un jour chargé de partir en patrouille aux Clairières des fonderies (on soupçonne qu'elles soient encore en activités). Lors de son retour aux Clairières franches, il aperçoit un fourneau en activité dans la forêt fabriquant des armes inconnues à ce jour. Rufus prévient le reste des Lanciers. Il s'ensuit une grande bataille (le baptême du feu de Rufus), La Bataille de la clairière de phrax. La bombe à phrax qu'il ramena de ce combat permit à Xanth Filantin et à Gazouilli de commencer le troisième âge de la navigation aérienne en développant l'exploitation de l'énergie du phrax, qui servira à propulser et faire voler de nouveaux navires du ciel.

## Source
- (en) Cet article est partiellement ou en totalité issu de l’article de Wikipédia en anglais intitulé « The Lost Barkscrolls » (voir la liste des auteurs).